# Comitè Provincial d'Investigació Pública
El Comitè Provincial d'Investigació Pública (CPIP) va ser un òrgan per a-estatal de vigilància i repressió que va actuar a Madrid durant els primers mesos de la Guerra civil espanyola. Va ser conegut popularment primer com «txeca de Bellas Artes», i després com «txeca de Fomento» després que el 26 d'agost de 1936 fos traslladada la seva seu des de la seva ubicació original al Círculo de Bellas Artes, carrer d'Alcalá 42, al número 9 del carrer Foment.

## Història
El CPIP va ser creat el 4 d'agost de 1936 per iniciativa del nou director general de Seguretat, Manuel Muñoz Martínez, com una organització policial paral·lela constituïda per membres del Front Popular mentre el Cos de Recerca i Vigilància era purgat de possibles elements "facciosos". En el CPIP també van participar membres del sindicat anarquista CNT i de les Joventuts Llibertàries. Els trenta llocs del comitè es van repartir entre els anarquistes i els grups que formaven part del Front Popular i, ja des del principi, la major influència va recaure en els anarquistes de CNT-FAI. Van tenir la seva seu inicial al Círculo de Bellas Artes de Madrid.
En teoria el Comitè de Recerca Pública depenia orgànicament de la Direcció General de Seguretat.
Encara que l'objectiu declarat inicialment va ser «contenir assassinats i excessos», els tribunals estaven formats per persones que no només mancaven de formació jurídica sinó que a vegades eren ells mateixos els delinqüents; els arrestos eren amb freqüència arbitraris i els alliberaments podien acabar en «passejos» i execucions. De els seus membres aviat va començar a fer-se conegut Felipe Sandoval, àlies «Doctor Muñiz». Els sous dels membres del comitè procedien dels diners obtinguts durant els registres domiciliaris. L'augment del volum de detencions i operacions dut a terme pel Comitè de Recerca Pública va portar a traslladar la seva seu a un edifici situat en el número 9 del madrileny carrer Foment. No obstant això, el CPIP aviat va començar a deixar de ser un organisme fiable per a les autoritats republicanes, atès que en moltes ocasions actuaven pel seu compte i realitzaven detencions o execucions extrajudicials, o no obeïen les ordres superiors. Van arribar al punt de tenir enfrontaments amb altres grups parapolicials que actuaven en la zona de Madrid. La repressió contra supòsits quintacolumnistes va aconseguir una considerable magnitud i va incloure a més múltiples saques de presos. Alguns membres de la CPIP, com Sandoval, van tenir una destacada participació en la Matança de la presó Model de Madrid.
Les contínues actuacions irregulars van deixar a l'organisme amb un fort descrèdit. Al setembre es van constituir les Milícies de Vigilància de Rereguarda (MVR), en un intent de posar límit a les actuacions extrajudicials del CPIP. La situació va tendir a estabilitzar-se durant les següents setmanes. Enmig de la batalla de Madrid, i després de produir-se el trasllat del Govern de la República a València, l'organisme va ser dissolt pel conseller d'ordre públic Santiago Carrillo el 12 de novembre de 1936.